# Alatri
Alatri é uma comuna italiana da região do Lácio, província de Frosinone, com cerca de 28.300 habitantes. Estende-se por uma área de 97 km², tendo uma densidade populacional de 292 hab/km². Faz fronteira com Collepardo, Ferentino, Frosinone, Fumone, Guarcino, Morino (AQ), Trivigliano, Veroli, Vico nel Lazio.

## Demografia
| Variação demográfica do município entre 1861 e 2011                               |
|                                                                                   |
| Fonte: Istituto Nazionale di Statistica (ISTAT) - Elaboração gráfica da Wikipedia |

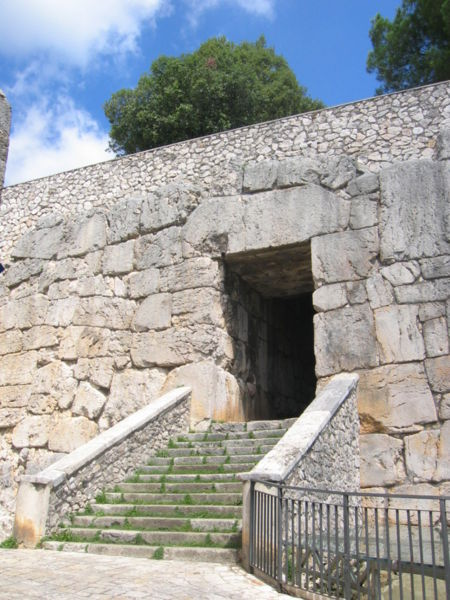
Porta Maggiore (Acrópole de Alatri)